# Accidente del C-130 de la Fuerza Aérea Iraní en 2005
El 6 de diciembre de 2005 (en el calendario persa: Azar 15, 1384) a las 14:10 hora local (10:40 UTC), un avión de transporte militar Lockheed C-130 Hercules de la Fuerza Aérea Iraní, número de cola 5-8519, c/n 4399, se estrelló en un edificio de apartamentos de diez pisos en una zona residencial de Teherán, la capital de Irán.
La aeronave, con destino a Bandar Abbás en el golfo Pérsico, transportaba a 10 tripulantes y 84 pasajeros, de los cuales, según informes, 68 eran periodistas que se dirigían a presenciar una serie de ejercicios militares frente a la costa sur del país.
Poco después del despegue, el piloto informó de problemas en el motor e intentó, sin éxito, realizar un aterrizaje de emergencia en el Aeropuerto Internacional Mehrabad de la ciudad, desde donde había partido el avión. El avión cayó en un área densamente poblada de Towhid, cerca de Teherán, y se estrelló contra un edificio de apartamentos donde residía gran parte del personal de la fuerza aérea iraní.
Los medios estatales iraníes informaron un número de muertos de 128 víctimas, y algunas otras agencias de noticias informaron un saldo de 116. Sin embargo, un informe oficial de accidentes creado por la Red de Seguridad Aérea indicó que 106 personas habían muerto, incluidas 12 en tierra. Los 94 a bordo del avión murieron.

## Víctimas
El alcalde de Teherán, Mohammad Bagher Ghalibaf, dijo que las 94 personas a bordo, incluidos 40 periodistas, murieron en el impacto. La radio estatal informó que se confirmó la muerte de al menos 34 personas en el suelo, lo que sitúa la cifra oficial de muertos en 128. Un portavoz del Ministerio del Interior, Mojtaba Mir-Abdolahi, confirmó que se recuperaron 116 cuerpos del lugar. Sin embargo, más tarde la Red de Seguridad Aérea determinó que solo 12 personas en tierra habían muerto en el accidente.
La agencia de noticias Mehr informó que 40 periodistas a bordo trabajaban para la Radiodifusión de la República Islámica de Irán, y los demás eran de la Agencia de Noticias de la República Islámica, la Agencia de Noticias de Estudiantes Iraníes y la Agencia de Noticias Fars, y varios periódicos.
Iason Sowden de Global Radio News en Teherán dijo que hubo informes de cuerpos carbonizados en el suelo cerca del lugar del accidente. Sowden también dijo que un ala del avión estaba frente al edificio. Las imágenes iniciales mostradas en Sky News y CNN mostraron un caos total en la escena. Temprano en el día, se recomendó a todos los niños que se quedaran en casa debido a los altos niveles de smog y contaminación.
Reuters informó que 28 personas fueron trasladadas a un hospital cercano. La radio estatal iraní informó que 90 personas sufrieron heridas graves. El doctor Panahi, jefe de los servicios de rescate de Teherán, fue citado en una entrevista con la Agencia de Noticias de Estudiantes Iraníes diciendo que 132 habían resultado heridos.

## Problemas del motor
Según la policía, el piloto reportó problemas en el motor minutos después del despegue. Se solicitó un aterrizaje de emergencia, pero la aeronave se estrelló poco antes de la pista.

## Operación de rescate
Testigos presenciales, cuyos relatos se publicaron en el Servicio Mundial de la BBC, han declarado que los equipos de emergencia llegaron a los tres minutos del impacto. SBS World News informó que se llamó a la policía antidisturbios para controlar a los espectadores a quienes se culpó por bloquear el acceso de los trabajadores de emergencia.

## Contexto
Este accidente fue el desastre de aviación más mortífero en Irán desde febrero de 2003, cuando 275 personas murieron cuando un avión de transporte militar se estrelló en el sur de Irán. Debido a las sanciones de Estados Unidos, Irán no ha podido comprar nuevos aviones occidentales (ya sean comerciales o militares) o repuestos para aviones existentes de fabricantes estadounidenses. Los aviones militares de fabricación estadounidense que ahora operan en Irán fueron comprados bajo el antiguo régimen durante la década de 1970. Los funcionarios iraníes culparon a las sanciones del pobre historial de aviación del país.